# 鷹司隆子
鷹司 隆子（たかつかさ たかこ、天明7年4月28日（1787年6月13日） - 明治3年6月8日（1870年7月6日））は、江戸時代後期から明治時代初期の女性。加賀藩12代藩主前田斉広の正室（継室）。関白鷹司政煕の二女。母は家女房。名は夙姫。弟に鷹司政通 、姉妹に繋子（仁孝天皇の女御・贈皇后、新皇嘉門院）、祺子（仁孝天皇の女御、新朔平門院）、任子（将軍徳川家定の正室）、吉子（閑院宮孝仁親王の妃）、景子（伏見宮邦家親王の妃）がいる。

## 生涯
文化4年（1807年）12月18日、加賀藩12代藩主前田斉広に輿入れした。輿入れの行列は11月27日、京の鷹司邸を出発し、江戸の前田家本郷上屋敷に向かっている。
結婚から間もない文化5年（1808年）1月15日、金沢城下で大火があり、城内にも延焼した。このため斉広は同年3月に帰国し、そのまま参勤交代を猶予され3年間金沢に滞在した。また、その後も斉広は病気などから金沢に滞在することが多く、婚礼から死別するまでの18年間で、斉広と共に生活したのは実質3年に満たない。斉広は文政5年（1822年）に隠居して金沢の兼六園に造成した竹沢御殿に住み、文政7年（1824年）7月に死去した。夫の死により落飾し、眞龍院と称した。天保3年（1833年）2月、駒込中屋敷に移る。斉広との間に子女はなかったが、金沢で生まれた側室との子女が成長すると江戸に引き取り、婚儀などの面倒を見ていた。
天保9年（1838年）3月、幕府より隆子の帰国願いの許可が下り、8月4日江戸の駒込中屋敷を出立、22日金沢に入った。その後は金沢で過ごした。
文久3年（1863年）、13代藩主前田斉泰（斉広の長男）は、嫡母である隆子のために隠居所「巽御殿」を建てた。この名前は、金沢城から見て巽の方角（東南）にある事、鷹司家が辰巳殿と呼ばれていた事に由来する。御殿は兼六園に隣接し、夫・斉広の隠居所であった竹沢御殿の一部（謁見の間・鮎の廊下）を移築した。現在は重要文化財指定の成巽閣となっている。明治3年（1870年）、巽御殿にて死去した。享年84。